# اوپندور
اوپندور (انگلیسی: Opendoor) شرکت املاک آمریکایی است، که در سال ۲۰۱۴ توسط کیت رابویس تأسیس شد.